# Obrium brunneum
Obrium brunneum là một loài bọ cánh cứng trong họ Cerambycidae.

## Hình ảnh

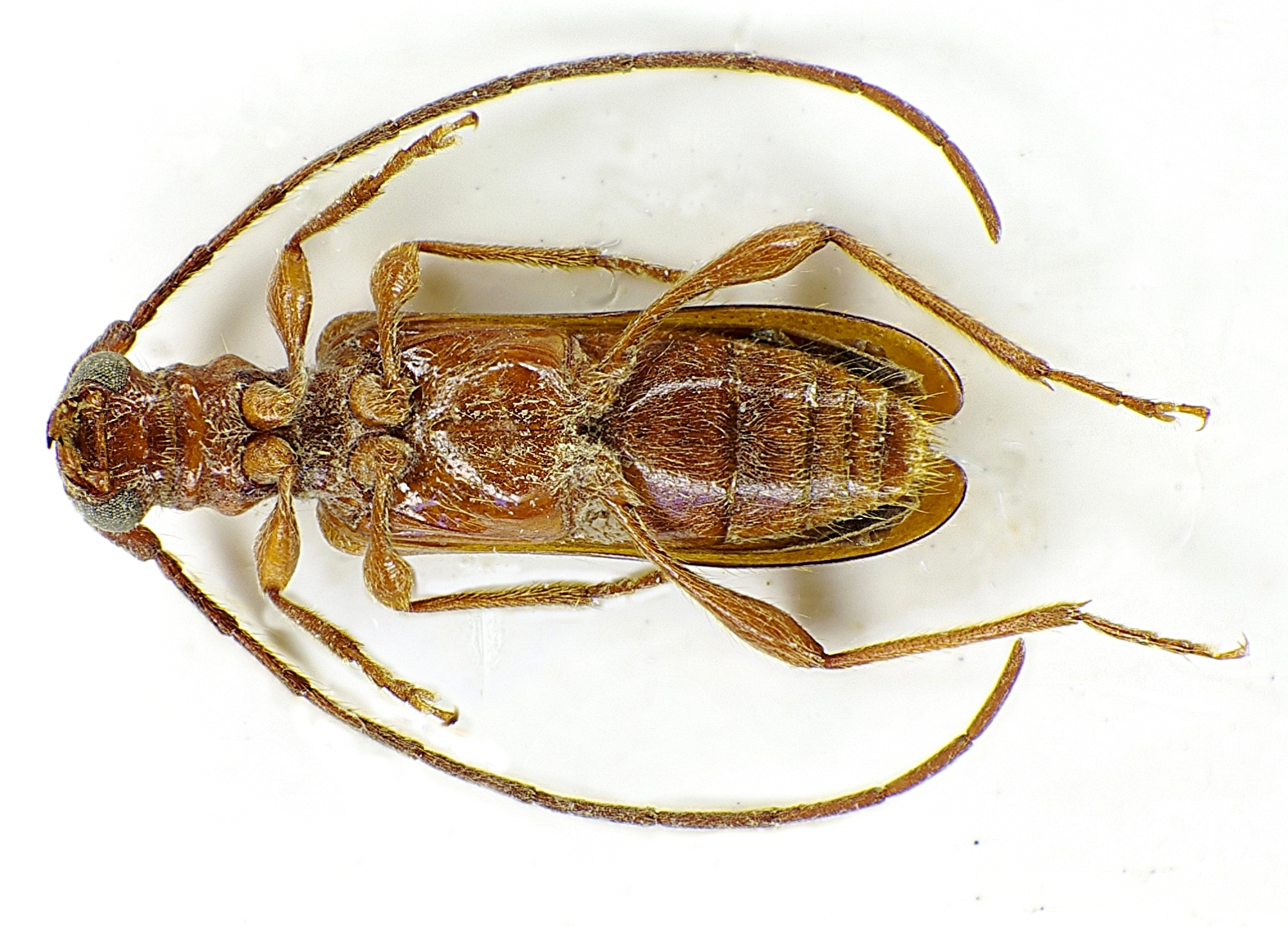
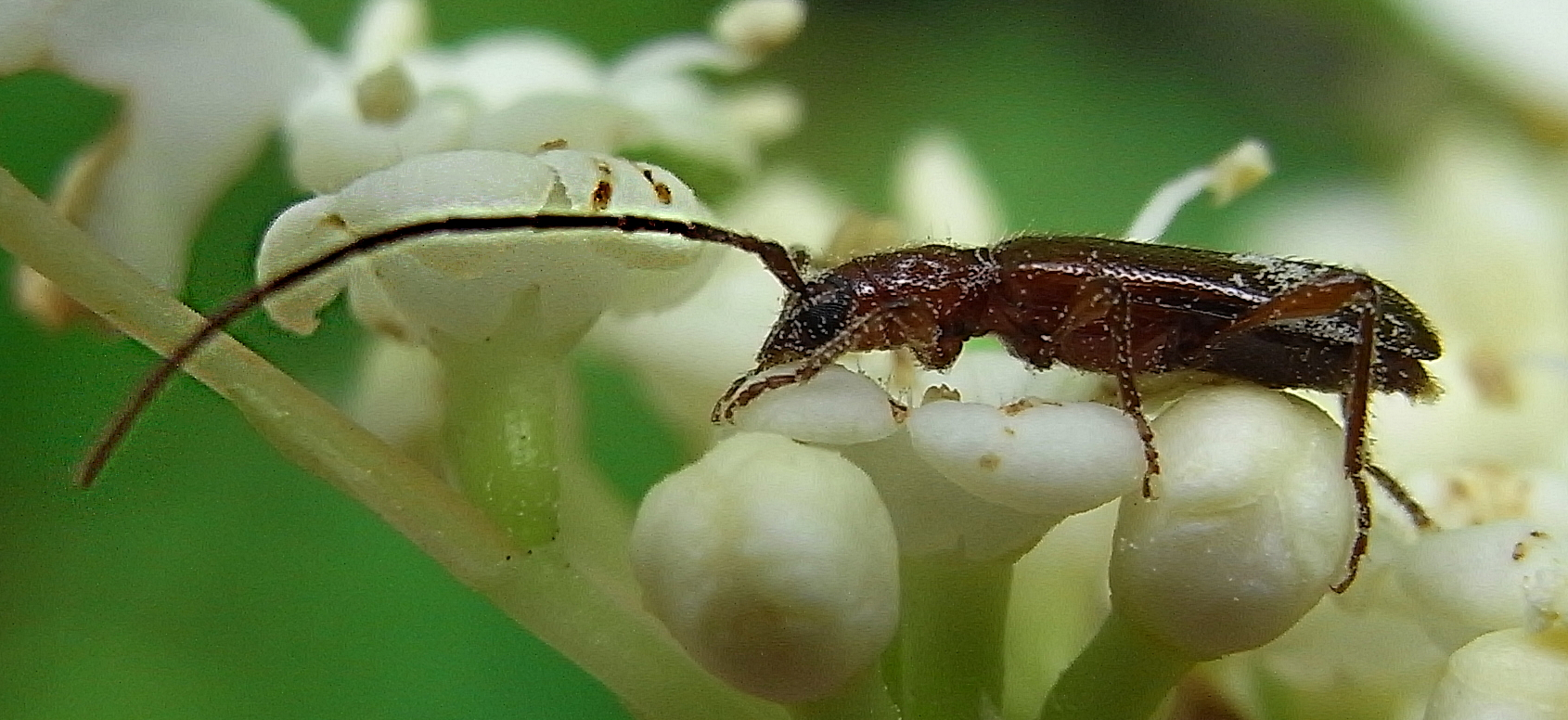
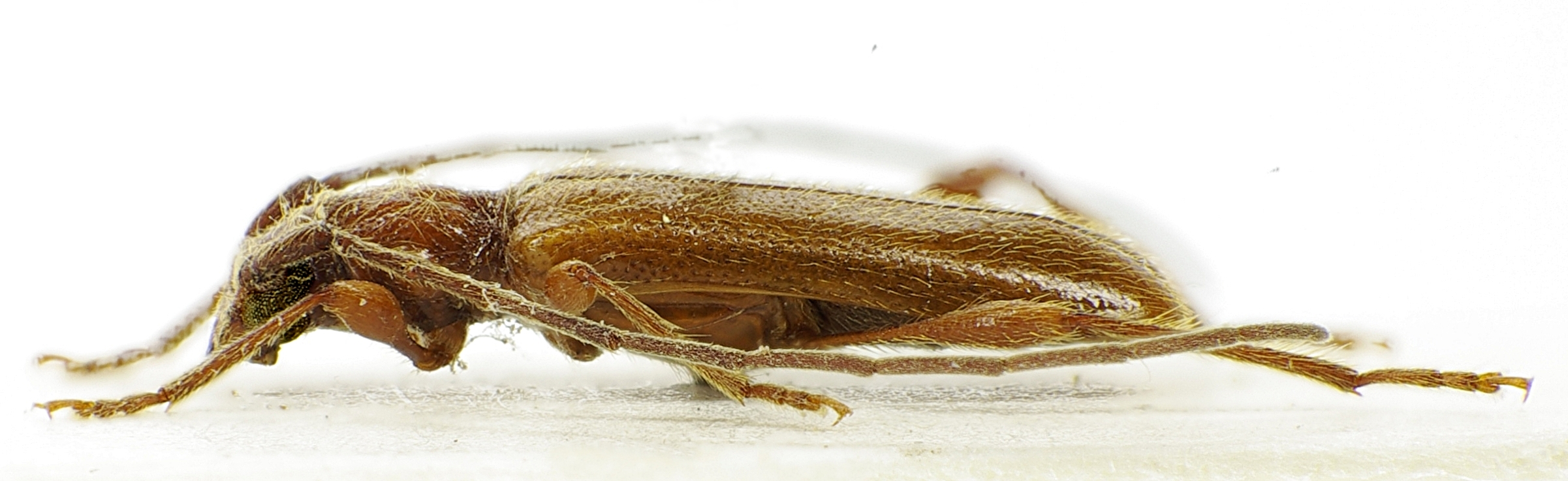
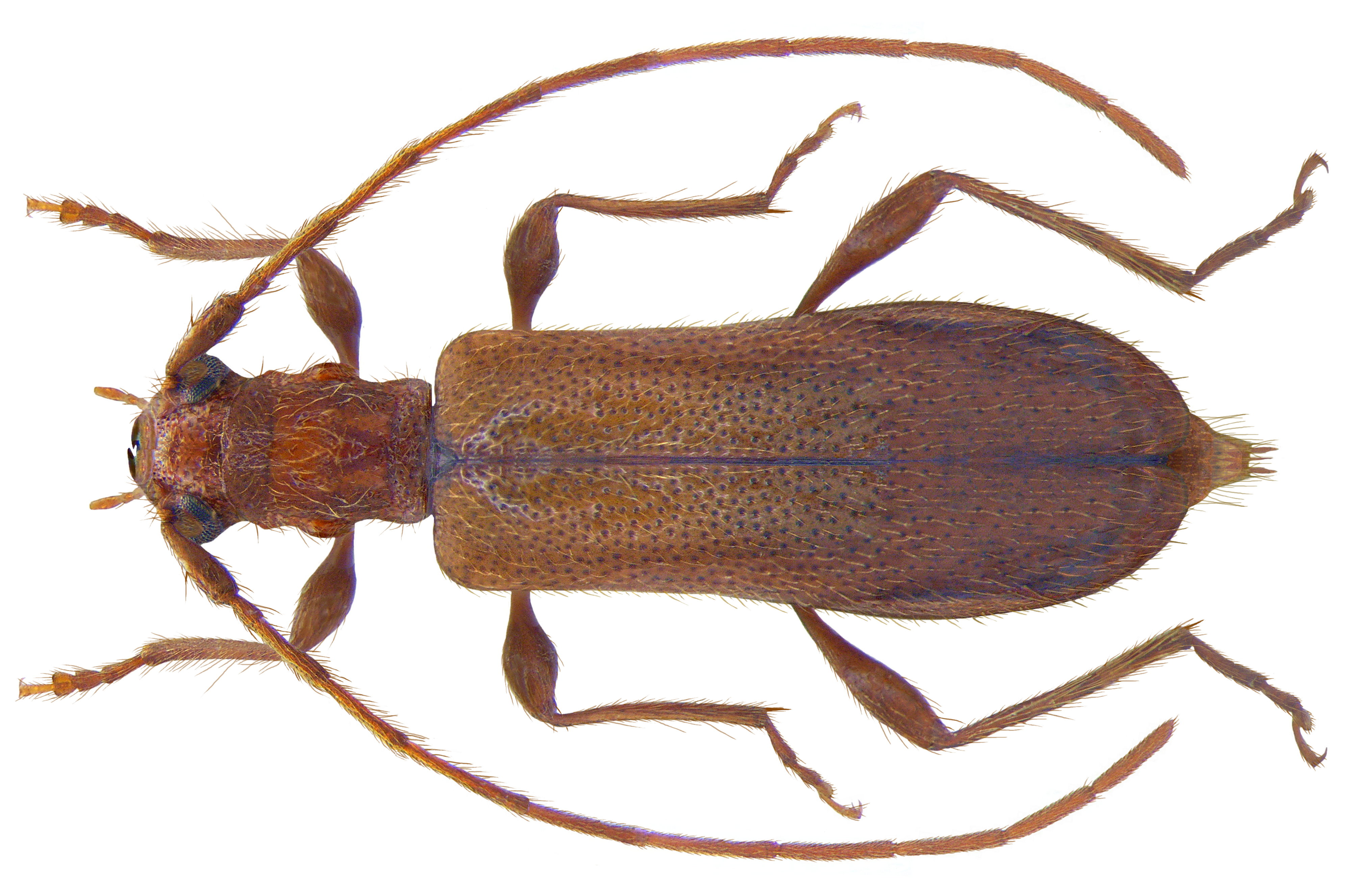